# Hadena eberti
Hadena eberti là một loài bướm đêm trong họ Noctuidae.